# Užovka stromová
Užovka stromová či užovka Aeskulapova (Zamenis longissimus), lidově zvaná Eskulap či Eskulapka, je nejedovatý had z čeledi užovkovitých a podčeledi Colubrinae (pravých užovek). Do roku 2005 se tato užovka řadila do rodu Elaphe, dnes je spolu s dalšími pěti druhy řazena v rodu Zamenis. Druh nemá žádné poddruhy, dříve byl uznáván poddruh Elaphe longissima romana, v roce 2006 byl však uznán za samostatný druh Zamenis lineatus.

## Rozšíření
Vyskytuje se v jižní Evropě od jižní Francie až po jihozápadní Ukrajinu. Ve Španělsku obývá jen severní a východní pobřeží, střed a západ Pyrenejského poloostrova neobývá. Vyskytuje se i v jižním Německu a Rakousku (kromě Tyrolska a Vorarlberska). Dále pak na jihu Slovenska a na několika místech v Polsku (v národním parku Bieszczady). Východní hranicí jejího rozšíření je Turecko, Kavkaz a Ázerbájdžán. V České republice se vyskytuje ostrůvkovitě na několika málo místech, je to tedy nejvzácnější a nejohroženější had Česka. Vyskytuje se na jižní Moravě v Podyjí, kde jde o populaci přesahující k nám od našich středoevropských sousedů.
Unikátní je ostrůvkovitý výskyt užovky stromové v údolí řeky Ohře mezi Doupovskými a Krušnými horami v okolí obce Stráž nad Ohří na Karlovarsku. Jde o jednu ze čtyř ostrůvkovitých oblastí v Evropě, kde se tyto užovky vyskytují. Existovalo několik teorií vzniku této odloučené populace. Uvádělo se, že šlo o důsledek římských expanzí, které užovku rozšířily dále na sever. Římané ji totiž uctívali jako symbol lékařů. Dále, že byla tato populace vysazena rodinou Mattoni na konci 19. století, kteří ji údajně přivezli z Itálie. Na základě fosilních nálezů a genetické analýzy, která porovnávala jednotlivé populace užovky stromové, bylo zjištěno, že se jedná o reliktní izolovanou populaci.
Další izolované oblasti jsou v Německu (Schlangenbad, Hirschhornu a Burghausen), severním Španělsku a na Ukrajině. Dříve žila i v Dánsku, ale zde je asi 200 let vyhynulá.

## Vzhled
Je to velká štíhlá užovka, která obvykle dosahuje délky 90 až 140 cm, přičemž nezřídka dorůstá i větších rozměrů. Největší v Česku změřený jedinec měl 196 cm, což z ní činí našeho nejdelšího hada. Nejdelší změřený jedinec vůbec dosáhl délky 225 centimetrů (Rakousko). Šupiny má hladké ve 21 až 28 řadách kolem těla (častěji spíše méně). Břišní šupiny má dobře přizpůsobené k lezení po stromech. Hlava je protáhlá, nezřetelně odlišitelná od krku. Má poměrně dlouhý ocas. Zbarvení mívá různorodé, od žluté, hnědé, přes šedou až po černou barvu. Po celém těle mívá drobné skvrnky. Břicho je světlejší, většinou žluté, někdy až bílé. Mláďata mívají za hlavou bíložluté půlměsíčky, takže je někdy zaměnitelná s užovkou obojkovou.

## Způsob života a rozmnožování

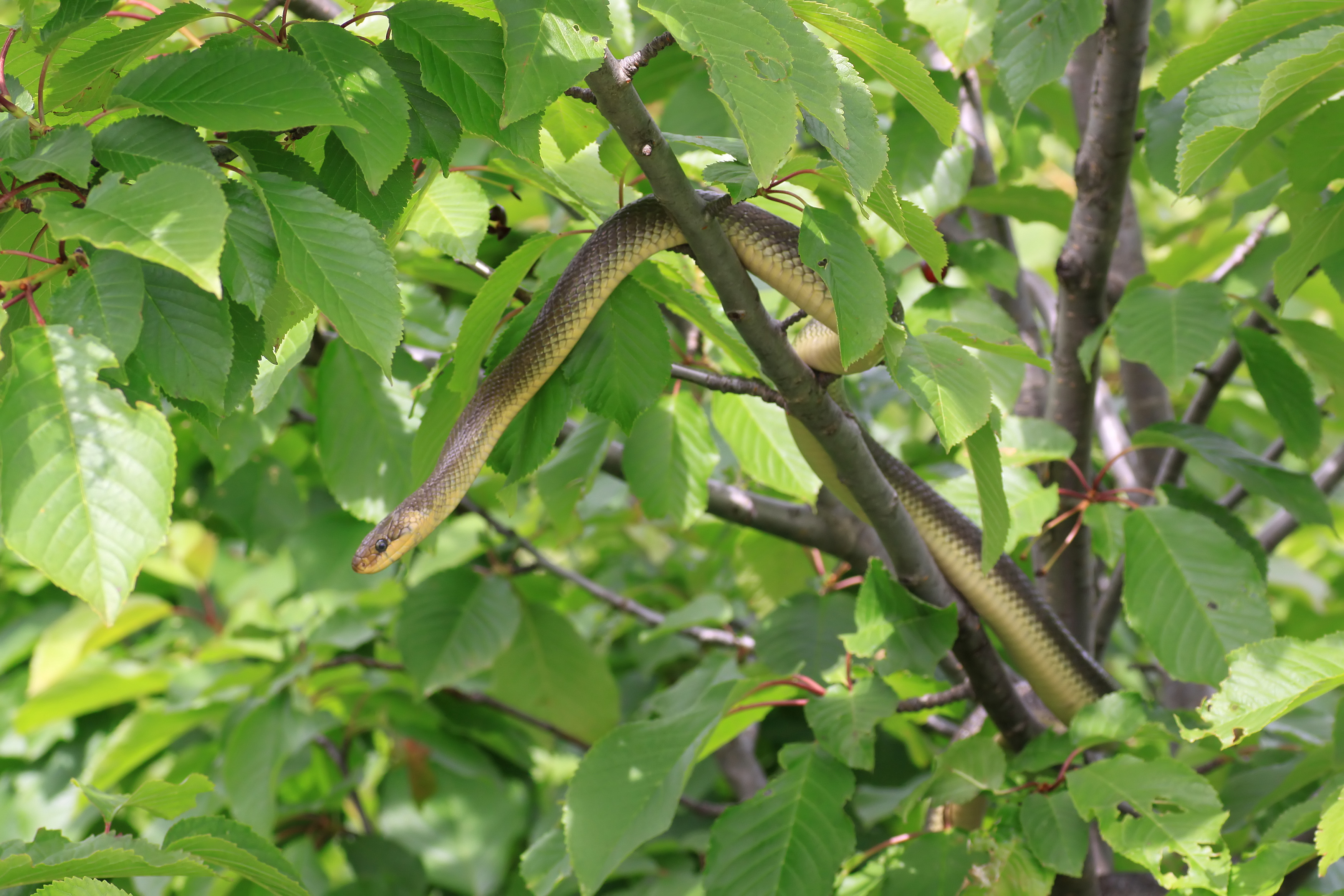
Užovka ve větvích stromů

Nejčastěji se vyskytuje v nadmořských výškách 300–600 m, výjimečně až do výšky 2000 m. Dává přednost vlhkým biotopům nedaleko listnatých lesů, vyhledává i různá křoviska či okolí lidských obydlí, jde tedy o synantropní druh (zvláště na Karlovarsku je to velmi zřetelné, užovky se v lidmi vytvořeném prostředí zdržují velmi rády). Má ráda blízkost vody, ale není na ni tolik vázána jako užovka podplamatá nebo užovka obojková. Ráda leze po stromech nebo v křovinách, ale často je také k nalezení na zemi. Jde o mírného hada, který kouše spíše sporadicky, při ohrožení se staví do výhružné pozice a dělá falešné výpady proti útočníkovi, častěji se však snaží uprchnout. Lidí se obvykle nebojí a neprchá před nimi.

### Potrava

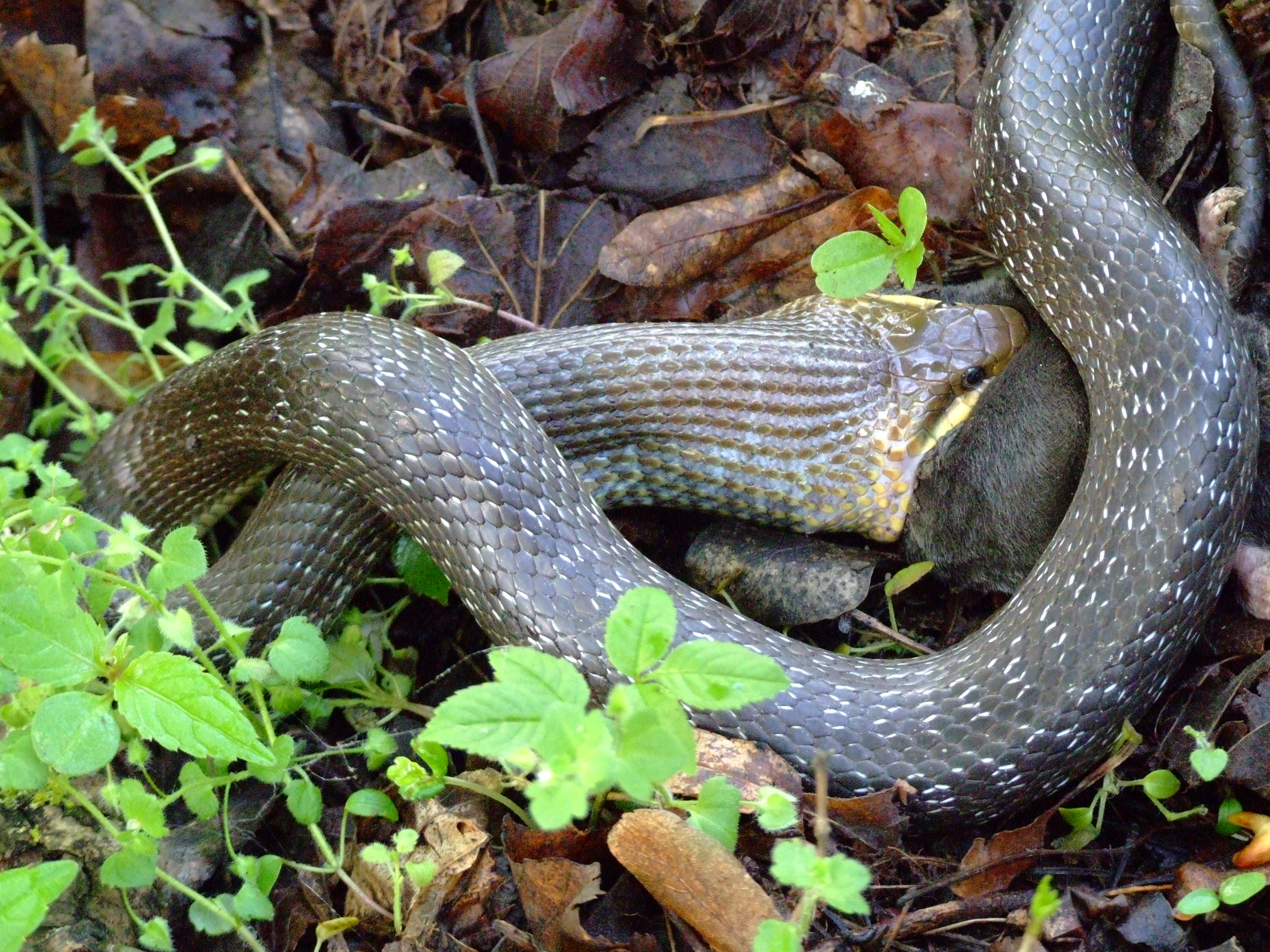
Užovka požírající malého savce

Loví především drobné savce (hlodavce a hmyzožravce), dále se živí ptáky, ptačími mláďaty a dokonce i jejich vejci. V mládí loví ve větší míře i ještěrky a bezobratlé. V malé míře konzumuje též obojživelníky (například skokany). Nevyhýbá se ani zdechlinám. Větší kořist zabíjí udušením ve smyčkách svého těla, menší požírá rovnou. Dokáže usmrtit a pozřít i poměrně velkou kořist, jako jsou potkani.

### Rozmnožování
Na jaře v dubnu a květnu začínají samci bojovat o samice, se kterými se v květnu a červnu páří. Samice naklade v létě snůšku 2 až 30 vajec do mechu či různého tlejícího rostlinného materiálu (někdy i do kompostu), ze kterých se na podzim (konec srpna až polovina října) líhnou mláďata. Inkubace vajec trvá 48 až 100 dní, velmi při tom záleží na teplotě a přírodních podmínkách. Mláďata po vylíhnutí dosahují délky 20 až 39 centimetrů a po prvním svlékání začínají přijímat potravu.

### Predace
Hlavními predátory tohoto hada ve středoevropském prostoru jsou kuna lesní (předpoklad je i u kuny skalní), lasice kolčava, jezevec lesní, tchoř tmavý, liška obecná, vlk obecný, prase divoké a různé druhy dravých, brodivých a krkavcovitých ptáků. Největší nebezpečí nicméně představují norek americký, psík mývalovitý a mýval severní. Jedná se o invazní druhy, které jsou schopny zdecimovat užovčí populaci a ohrozit její přežití.

## Mytologie
Užovka stromová hrála velkou roli v mytologii, stala se symbolem lékařů celého světa. Podle pověsti zasáhla roku 293 př. n. l. starověký Řím velká epidemie neznámé nemoci (pravděpodobně cholery). Zahnal ji římský bůh lékařství Aesculap, který přišel právě v podobě tohoto hada. Římané užovkám z vděčnosti postavili chrámy a začali je v nich chovat. Aesculapova hůl s ovinutou užovkou je od těch dob symbolem lékařů i farmaceutů. Tyto pověsti i symbolika podporují teorii o expanzi tohoto druhu na sever právě díky Římanům, pro potvrzení však chybí důkazy.[zdroj⁠?!]
Podle jiných autorů je nutno původ lékařského symbolu hledat u parazitického červa vlasovce medinského (Dracunculus medinensis). Obecně se však svět přiklání k užovkám stromovým.[zdroj⁠?!]

## Ochrana
Globálně je užovka stromová hodnotícími kritérii IUCN považována za taxon málo dotčený. Lokální populace jsou nicméně ohrožovány lidskými zásahy do krajiny, ničením vajec a podobně jako jiní hadi i prostým zabíjením. Významnou hrozbou může být například automobilová doprava. V České republice je zvláště chráněna jako kriticky ohrožený druh. Je chráněna ve všech svých vývojových stádiích. Chráněna jsou jí užívaná přirozená i umělá sídla a její biotop.
Zvláštní péče se dostává reliktní populaci v severozápadních Čechách. V Osvinově působí od roku 2006 občanské sdružení Zamenis, jehož náplní je záchrana populace v Poohří, odhadované na 400–600 jedinců. V rámci záchranného programu jsou budována umělá líhniště. V místním infocentru je možné se s tímto hadem setkat a seznámit se s jeho ochranou.